# Adélaïde de La Rochefoucauld

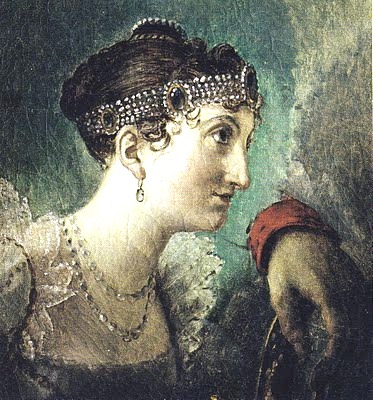
Adélaïde de La Rochefoucauld.

Adélaïde de La Rochefoucauld född de Pyvart de Chastullé 1769, död 1814, var en fransk hovfunktionär, dame d'honneur till Frankrikes kejsarinna Joséphine de Beauharnais mellan 1804 och 1809. 
Adélaïde de La Rochefoucauld var dotter till en förmögen plantageägare från Saint Domingue och gifte sig 1788 med greve Alexandre de La Rochefoucauld. Hon var bekant med familjen de Beauharnais och lärde känna Josephine under franska revolutionen, då de satt i fängelse tillsammans under skräckväldet. 
När Napoleon gjorde sig till kejsare 1804 skapade han ett hov och gav henne ansvaret för Josephines hovdamer och officiella sällskapsliv. Hon beskrivs som mycket effektiv men ska ha varit anhängare av det gamla kungadömet och ogillat Napoleon, som vid ett par tillfällen ska ha blivit mållös vid konfrontationer med henne och beskrivit henne som en ful och dum krympling. 
När Napoleon skilde sig från Josephine och gifte om sig med Marie Louise av Österrike ansökte de La Rochefoucauld om att få lämna Josephine och få samma tjänst hos den nya kejsarinnan, något som fick Napoleon att framgångsrikt be Josephine att avskeda henne för bristande lojalitet. Hon ersattes av Louise de Montebello.